# Fiby urskog
Fiby urskog este o arie protejată (arie specială de conservare — SAC, sit de importanță comunitară — SCI, arie de protecție specială avifaunistică — SPA) din Suedia întinsă pe o suprafață de 87,4 ha, integral pe uscat.

## Localizare
Centrul sitului Fiby urskog este situat la coordonatele 59°53′22″N 17°21′02″E / 59.8894°N 17.3505°E.

## Înființare
Situl Fiby urskog a fost declarat sit de importanță comunitară în decembrie 1995 pentru a proteja 1 specie de plante și 8 specii de animale. Alte tipuri de protecție:
- arie de protecție specială avifaunistică (în martie 1996)[2]
- arie specială de conservare (în martie 2011)[1][3][4]

## Biodiversitate
Situată în ecoregiunea boreală, aria protejată conține 5 habitate naturale: Păduri fino-scandinave bogate în ierburi cu Picea abies, Taiga vestică, Lacuri și iazuri distrofice naturale, Mlaștini turboase de tranziție și turbării mișcătoare, Păduri aluvionare cu Alnus glutinosa și Fraxinus excelsior (Alno-Padion, Alnion incanae, Salicion albae).
La baza desemnării sitului se află mai multe specii protejate:
- plante (1): Buxbaumia viridis
- păsări (6): cocoșul de mesteacăn (Bonasa bonasia), ciocănitoare neagră (Dryocopus martius), muscar (Ficedula parva), ciuvică (Glaucidium passerinum), ciocănitoare de munte (Picoides tridactylus), huhurezul mic (Strix uralensis)
- nevertebrate (2): Cucujus cinnaberinus, Dytiscus latissimus